# ژو (مجموعه تلویزیونی)
ژو (انگلیسی: Jo) یک مجموعه تلویزیونی پلیسی، جنایی ساخته شده در کشور فرانسه به زبان انگلیسی است که در کشورهای ایتالیا، فرانسه، بلژیک، آلمان، اتریش و سوئیس پخش شده‌است.
این مجموعه تلویزیونی از ۱۷ ژانویه تا ۷ مارس ۲۰۱۳ در هشت قسمت با بازی ژان رنو به نمایش درآمده است.